# Rosenharz
Rosenharz ist der größte Weiler der Gemeinde Bodnegg.

## Geographische Lage
Rosenharz liegt im deutschen Bundesland Baden-Württemberg zwischen Oberschwaben und dem Allgäu. Es befindet sich damit zentral zwischen Ravensburg, Wangen und Tettnang.

## Kultur
In Rosenharz wird eine Mischung aus Oberschwäbisch und Allgäuerisch gesprochen. Rosenharz ist wie die Umgebung römisch-katholisch geprägt und beherbergt einen Teilsitz der Stiftung Liebenau.
Zu den Sehenswürdigkeiten zählte das als Kunstwerk geltende Gebäude der Stiftung Liebenau. Es wurde 1896 von dem Tettnanger Kaplan Adolf Aich zum Bau in Auftrag gegeben und genau nach dessen Wünschen errichtet. Dieses Gebäude wurde aber im Rahmen von Umbau und Sanierungsmaßnahmen 2013/2014 abgerissen. Einzig die Kirche blieb als Originalgebäude im Stiftungskomplex erhalten.
Eine weitere Sehenswürdigkeit ist der Berg hinter dem Kudamm, von dem die Sicht auf die Alpen und den Bodensee möglich ist.

## Sport- und Freizeitaktivitäten
Der 1. FC Rosenharz ist ein Fußball-Bund für Kinder, die entweder in der Bambini- oder F-Jugend spielen. Ebenfalls spielen Behinderte in dem Verein. Die Heimbewohner aus Rosenharz, die körperlich noch fit sind, können für den FC Rosenharz spielen. Aus diesem Grund wurde ein neuer Sport-, Fußball- und Multifunktionsplatz Tempelhof gebaut, der besser ausgestattet ist als der in Bodnegg.
Zwischen Gärtnerstraße und Wirtsgasse befindet sich ein Spielplatz. Ein eingezäuntes Regenrückhaltebecken der Gemeinde in nördlicher Richtung des Spielplatzes bietet vielen Vögeln und Insekten Schutz. 